# 제곱근 5
제곱근 5 또는 루트 5 또는 5의 양의 제곱근은 자기 자신과 곱하여 루트 25가 되는 양의 실수이다. {\displaystyle {\sqrt {5}}}로 표기한다.
5의 제곱근은 자기 자신과 곱하여 루트 25가 되는 실수이다. 5의 양의 제곱근과 5의 음의 제곱근이 있으며, {\displaystyle \pm {\sqrt {5}}}로 표기한다.
5의 제곱근은 기약분수로 나타낼 수 없는 무리수이다.
실제 5의 제곱근의 값은 순환되지 않는 무한소수로 소수점이하 59자리까지의 근삿값은 다음과 같다.
{\displaystyle 2.23606797749978969640917366873127623544061835961152572427089\cdots }

## 제곱식을 사용한 표현
{\displaystyle {\begin{aligned}{\sqrt {5}}&=3-10\left({\frac {1}{5}}+\left({\frac {1}{5}}+\left({\frac {1}{5}}+\left({\frac {1}{5}}+\cdots \right)^{2}\right)^{2}\right)^{2}\right)^{2}\\&={\frac {9}{4}}-4\left({\frac {1}{16}}-\left({\frac {1}{16}}-\left({\frac {1}{16}}-\left({\frac {1}{16}}-\cdots \right)^{2}\right)^{2}\right)^{2}\right)^{2}\\&={\frac {9}{4}}-5\left({\frac {1}{20}}+\left({\frac {1}{20}}+\left({\frac {1}{20}}+\left({\frac {1}{20}}+\cdots \right)^{2}\right)^{2}\right)^{2}\right)^{2}\end{aligned}}}

## 황금비입니다
{\displaystyle {{{\sqrt {5}}+1} \over {2}}=\varphi }

## 피보나치 수
{\displaystyle n}번째 피보나치 수 {\displaystyle F_{n}}은
{\displaystyle F_{n}={\frac {1}{\sqrt {5}}}\left\{\left({\frac {1+{\sqrt {5}}}{2}}\right)^{n}-\left({\frac {1-{\sqrt {5}}}{2}}\right)^{n}\right\}={(1+{\sqrt {5}})^{n}-(1-{\sqrt {5}})^{n} \over 2^{n}{\sqrt {5}}}}

## 다중근호
{\displaystyle {\sqrt {5}}}와 다중근호
{\displaystyle {\sqrt {5}}={\sqrt[{3}]{5{\sqrt[{3}]{5{\sqrt[{3}]{5{\sqrt[{3}]{5{\sqrt[{3}]{5{\sqrt[{3}]{5{\sqrt[{3}]{5{\sqrt[{3}]{5\dots }}}}}}}}}}}}}}}}}
{\displaystyle {\sqrt {5+{\sqrt {5+{\sqrt {5+{\sqrt {5+{\sqrt {5+...}}}}}}}}}}={{{\sqrt {21}}+1} \over {2}}=1+{\sqrt {5-{\sqrt {5-{\sqrt {5-{\sqrt {5-{\sqrt {5-...}}}}}}}}}}}

## 라마누잔의 공식
라마누잔의 공식을 사용한 표현
{\displaystyle {x+n+a}={\sqrt {ax+(n+a)^{2}+x{\sqrt {a(x+1n)+(n+a)^{2}+(x+1n){\sqrt {a(x+2n)+(n+a)^{2}+(x+2n){\sqrt {a(x+3n)+(n+a)^{2}+(x+3n){\sqrt {\cdots }}}}}}}}}}}
{\displaystyle a=0,n=1}일때,
{\displaystyle x+1={\sqrt {1+x{\sqrt {1+(x+1){\sqrt {1+(x+2){\sqrt {1+\cdots }}}}}}}}}
{\displaystyle 5=4+1={\sqrt {1+4{\sqrt {1+5{\sqrt {1+6{\sqrt {1+7{\sqrt {1+8{\sqrt {1+\cdots }}}}}}}}}}}}}
따라서,
{\displaystyle {\sqrt {5}}={\sqrt {\sqrt {1+4{\sqrt {1+5{\sqrt {1+6{\sqrt {1+7{\sqrt {1+8{\sqrt {1+\cdots }}}}}}}}}}}}}}

라마누잔의  {\displaystyle R_{5}}
{\displaystyle {\sqrt {5+{\sqrt {5+{\sqrt {5-{\sqrt {5+{\sqrt {5+{\sqrt {5+{\sqrt {5-\cdots }}}}}}}}}}}}}}\;={{2+{\sqrt {5}}+{\sqrt {15-6{\sqrt {5}}}}} \over {2}}}

## 같이 보기
- 황금비
- 다중근호